# Mondsichel-Muttergottes (Augsburg)

Mondsichel-Muttergottes von Hans Degler

Die in der Augsburger Sebastianskirche befindliche Mondsichel-Muttergottes ist das bedeutendste Spätwerk des Weilheimer Bildhauers Hans Degler (1564–1635). Die Holzskulptur nach dem ikonographischen Typus der Mondsichelmadonna ist als Teil der Kirchenausstattung ein Baudenkmal (Akten-Nr. D-7-61-000-941).
Das mit etwa 200 cm Höhe überlebensgroße Kunstwerk entstand in der zweiten Hälfte der 1620er Jahre. Es war eine Fuggersche Stiftung und stand ursprünglich im Augsburger Kapuzinerkloster, das während der Säkularisation abgebrochenen wurde.

Detail

Die in Lüstertechnik gefasste Standfigur greift den von Hans Deglers Schwager Hans Krumpper geschaffenen Typus der Patrona Bavariae an der Münchner Residenz auf. Die Skulptur steht auf einer Bodenkonsole im rechten Nebenraum der Vorhalle. Deglers und Krumppers Marienbildnisse waren Vorbilder für hunderte Bildhauerarbeiten in Südbayern.